# S. W. Erdnase
Œuvres principales
- The Expert At The Card Table (Traité de manipulation de cartes, 1902)

S. W. Erdnase est le pseudonyme utilisé par l'auteur de Expert at the card table (traduit en français sous le nom expert à la table de jeux et L'expert aux cartes), un livre très détaillé traitant de manipulation de cartes, de triche et de cartomagie n'utilisant qu'un simple jeu de cartes. Toujours considéré de nos jours comme une lecture indispensable, son livre, aussi connu sous le nom de la bible, ou juste Erdnase est en publication continue aux États-Unis depuis 1902. L'identité de Erdnase reste à ce jour un des plus grands mystères de monde de la magie. 

## Identité
L'auteur a probablement changé son nom en S. W. Erdnase pour éviter de se faire arrêter pour « publication et distribution de littérature obscène ». Car les lois de l'époque aux États-Unis considéraient le fait de jouer pour de l'argent comme obscène.
S. W. Erdnase à l'envers s'épelle E. S. Andrews, ce qui a poussé un grand nombre de détectives à faire des recherches sur cette piste.

### Milton Franklin Andrews
Martin Gardner a proposé un escroc nommé Milton Franklin Andrews comme étant l'identité de ce personnage mystérieux. D'autre personnes rejettent cette hypothèse en avançant l'argument  que les écrits connus de Milton Franklin Andrews sont bien inférieurs à la prose de Expert at the card table.
Andrews était recherché par la police pour être entendu sur le cas d'un meurtre. Quand la police l'a retrouvé, il s'était suicidé par balle après avoir tué sa compagne. Andrews n'avait que 33 ans, comme il est écrit dans « the man who was Erdnase ». 
Beaucoup de nouvelles preuves depuis ces douze dernières années écartent l'hypothèse de Martin Gardner. Il est clair que Andrews était un tricheur à la table de jeu, mais on ne peut pas en dire bien plus.

### E. S. Andrews
L'article très informé de Todd Karr avance la théorie que Erdnase était un spécialiste d'escroquerie sous le nom de E. S. Andrews, qui se faisait passer pour un collecteur de dettes pour dérober les personnes nanties. Andrews est assez articulé et bien éduqué pour tromper des docteurs et des directeurs d'entreprise, et ses déplacements semblent correspondre à ceux d'Erdnase.

### Wilbur Edgerton Sanders
Certaines personnes disent qu'Erdnase était probablement une personne bien éduquée, reconnue localement, qui se cachait derrière cet alias pour protéger son statut social. 
Le magicien et détective privé David Alexander a fait beaucoup de recherches pour trouver le parfait candidat. Il propose l'hypothèse de Wilbur Edgerton Sanders, un ingénieur des mines qui pourrait correspondre à l'auteur de « l'expert à la table de jeux ». (« S. W. Erdnase » est une anagramme de « W. E. Sanders »). Genii Magazine a consacré une grande partie de son édition de septembre 2011 à l'hypothèse d'Alexander, en donnant des preuves substantielles qui mènent Sanders à Erdnase.

### L'Homme Masqué
Juan Tamariz a avancé l'hypothèse que l'œuvre a été écrite par un magicien péruvien nommé « l'homme masqué », qui vivait en Europe.
en espagnol : 

« Juan Tamariz tiene la hipotesis que el Erdnase fue escrito por el mago peruano del siglo XIX L'Homme Masque que vivió en Europa y es considerado uno de las más grandes magos de toda la historia, hasta el propio Dai Vernon lo considera entre los tres más grandes. Durante el IX Congreso Latinoamericano de Magia FLASOMA 2009 realizado en Perú, explicó las razones y el fundamento por el cual el autor del Erdnase fue L'Homme Masque. Durante la explicación de esta teoria estuvo presente Gaetan Bloom respaldando esta hipotesis. »

en français : 

« Juan Tamaritz soutenait l'hypothèse qu'Erdnase a été écrit par le magicien péruvien du XIXe siècle dit « l'Homme masqué », qui a vécu en Europe et était considéré comme l'un des plus grands magiciens de l'histoire, si bien que Dai Vernon lui-même le considère comme l'un des trois plus grands. Durant le 9e congrès de la Fédération des Sociétés Magiques d'Amérique Latine (FLASOMA 2009) tenu au Pérou, il a expliqué les raisons et motifs pour lesquels l'auteur d'Erdnase doit être l'Homme masqué. Lors des explications de cette théorie, Gaetan Bloom était présent, soutenant cette hypothèse. »

### Autres
Bien d'autres personnes ont été proposées comme candidat potentiel à l'identité véritable de S. W. Erdnase. Les hypothèses de James Andrews, James DeWitt Andrews, Robert Frederick Foster et Herbert Lee Andrews ont été débattues sur le forum du Genii magazine depuis 2003.